# Ротонда-Уэст (Флорида)
Ротонда-Уэст (англ. Rotonda West) — статистически обособленная местность, расположенная в округе Шарлотт (штат Флорида, США) с населением в 6574 человека по статистическим данным переписи 2000 года.

## География
По данным Бюро переписи населения США статистически обособленная местность Ротонда-Уэст имеет общую площадь в 29,01 квадратных километров, из которых 28,49 кв. километров занимает земля и 0,52 кв. километров — вода. Площадь водных ресурсов округа составляет 1,79 % от всей его площади.

## Демография
По данным переписи населения 2000 года в Ротонда-Уэст проживало 6574 человека, 2287 семей, насчитывалось 3181 домашнее хозяйство и 3961 жилой дом. Средняя плотность населения составляла около 226,61 человека на один квадратный километр. Расовый состав населённого пункта распределился следующим образом: 98,16 % белых, 0,44 % — чёрных или афроамериканцев, 0,23 % — коренных американцев, 0,35 % — азиатов, 0,50 % — представителей смешанных рас, 0,32 % — других народностей. Испаноговорящие составили 1,34 % от всех жителей статистически обособленной местности.
Из 3181 домашних хозяйств в 11,4 % воспитывали детей в возрасте до 18 лет, 66,3 % представляли собой совместно проживающие супружеские пары, в 4,0 % семей женщины проживали без мужей, 28,1 % не имели семей. 24,5 % от общего числа семей на момент переписи жили самостоятельно, при этом 18,0 % составили одинокие пожилые люди в возрасте 65 лет и старше. Средний размер домашнего хозяйства составил 2,05 человек, а средний размер семьи — 2,39 человек.
Население статистически обособленной местности по возрастному диапазону по данным переписи 2000 года распределилось следующим образом: 11,0 % — жители младше 18 лет, 2,9 % — между 18 и 24 годами, 12,3 % — от 25 до 44 лет, 29,1 % — от 45 до 64 лет и 44,7 % — в возрасте 65 лет и старше. Средний возраст жителей составил 63 года. На каждые 100 женщин в Ротонда-Уэст приходилось 89,7 мужчин, при этом на каждые сто женщин 18 лет и старше приходилось 88,8 мужчин также старше 18 лет.
Средний доход на одно домашнее хозяйство статистически обособленной местности составил 38 636 долларов США, а средний доход на одну семью — 43 844 доллара. При этом мужчины имели средний доход в 28 046 долларов США в год против 18 616 долларов среднегодового дохода у женщин. Доход на душу населения статистически обособленной местности составил 38 636 долларов в год. 1,7 % от всего числа семей в населённом пункте и 4,0 % от всей численности населения находилось на момент переписи населения за чертой бедности, при этом 6,5 % из них были моложе 18 лет и 2,7 % — в возрасте 65 лет и старше.